# Lillhärdal
Lillhärdal est une localité de Suède dans la commune de Härjedalen située dans le comté de Jämtland.
Sa population était de 357 habitants en 2019.